# Romildo Canhim
Romildo Canhim GOMM (Cachoeiro de Itapemirim, 25 de julho de 1933 — 11 de dezembro de 2006) foi um general-de-brigada brasileiro.
Graduou-se aspirante-a-oficial de infantaria em 1956, na Academia Militar das Agulhas Negras.
Como coronel, comandou o 28º Batalhão de Infantaria Blindado, em Campinas. No período de 21 de fevereiro de 1983 a 19 de janeiro de 1985, comandou a Escola Preparatória de Cadetes do Exército, na mesma cidade.
Como oficial-general, foi comandante da 14ª Brigada de Infantaria Motorizada, em Florianópolis, e da 11ª Brigada de Infantaria Blindada, em Campinas, no período de 27 de abril de 1991 a 25 de abril de 1992.
Trabalhou no Gabinete Militar do governo José Sarney. Foi ministro chefe da Secretaria da Administração Federal (SAF) no governo de Itamar Franco, tendo participado ativamente na criação da Lei de Licitações e Contratos Públicos - Lei 8.666/93. Também foi presidente da CEI (Comissão Especial de Investigação) que combateu esquemas de corrupção no Poder Executivo em sua gestão e, com destaque, dedicou-se pela isonomia salarial dos servidores públicos federais.
Admitido à Ordem do Mérito Militar, Canhim foi promovido em 1993 ao grau de Grande-Oficial suplementar.
Foi Vice-Presidente da empresa Lix da Cunha, em Campinas e do Banco de Fortaleza S.A.(Banfort), em São Paulo.
Foi, ainda, Presidente da Associação de Poupança e Empréstimo do Exército (POUPEX).